# Fernandocrambus paraloxia
Fernandocrambus paraloxia là một loài bướm đêm trong họ Crambidae.